# Rakówek (województwo warmińsko-mazurskie)
Rakówek – wieś w Polsce położona w województwie warmińsko-mazurskim, w powiecie gołdapskim, w gminie Dubeninki.
W latach 1975–1998 miejscowość położona była w województwie suwalskim.
W okresie międzywojennym Rakówek należał do Polski i znajdował się bezpośrednio za granicą z Rzeszą Niemiecką. Obok Cisówka, jest zatem jedyną miejscowością w zachodniej części współczesnego województwa warmińsko-mazurskiego, która nie należał przed wojną do Niemiec. W okresie międzywojennym stacjonowała tu placówka Straży Celnej „Rakówek I”.
Wieś leży na Suwalszczyźnie.